# Узгодження
Узго́дження — тип підрядного зв'язку між головним і залежним словами у словосполученні, коли форма залежного слова відповідає формі головного, тобто узгоджується з ним у роді, числі, відмінку. Наприклад, червона троянда. У цьому прикладі залежне слово червона, виражене прикметником, має ті самі рід (жіночий), число (однина) та відмінок (називний), що й головне троянда, виражене іменником.

## Походження терміна
Термін узгодження до наукового обігу в сучасному розумінні ввів 1928 року мовознавець М. Наконечний замість «згода», «погодження», «узгоджування» та ін.

## Типи узгоджень
Залежно від того, якою мірою залежне слово узгоджується з головним, виділяють неповне та повне узгодження.

### Неповне узгодження
При неповному узгодженні залежне слово має не всі граматичні форми головного. Наприклад, професор Карпіловська — різний рід: професор чоловічого роду, Карпіловська — жіночого.

### Повне узгодження
При повному узгодженні залежне слово повністю узгоджується з граматичними формами головного. Наприклад, гарна дівчина (обидва слова жіночого роду, стоять у називному відмінку однини).